# Vadonia frater
Vadonia frater är en skalbaggsart som beskrevs av Holzschuh 1981. Vadonia frater ingår i släktet Vadonia och familjen långhorningar. Inga underarter finns listade i Catalogue of Life.